# Skank 91
Skank 91 é uma compilação de faixas antigas da banda mineira Skank, lançada em 2012. O disco reúne as primeiras gravações da banda, antes mesmo do lançamento de seu primeiro álbum, Skank, e trechos de sua primeira apresentação, no dia 5 de junho de 1991 na Disco Reggae Night, em São Paulo.
Todo o material é inédito e ficou engavetado pela banda durante vinte anos. O disco foi masterizado em Nova Iorque por Chris Gehringer e tem novas versões para "Telefone", da banda Gang 90 e as Absurdettes, "Raça", de Milton Nascimento, e "Shot in the Dark", de Henry Mancini.
Samuel Rosa declarou que o álbum não deve ser visto como um título oficial da discografia do Skank, embora lançado oficialmente pela Sony Music. O álbum resgata registros da pré-história da banda, sendo considerado um item para colecionadores.

## Faixa
| N.º | Título                   | Compositor(es)                                     | Duração |  |
| 1.  | "Telefone"               | Júlio Barroso                                      | 2:55    |  |
| 2.  | "Salto no Asfalto"       |                                                    | 3:49    |  |
| 3.  | "Baixada News"           |                                                    | 5:23    |  |
| 4.  | "Let Me Try Again"       | Paul Anka, Samuel Cahn, Caravelli e Michel Jourdan | 3:20    |  |
| 5.  | "Eu Me Perdi"            |                                                    | 3:20    |  |
| 6.  | "Réu e Rei"              |                                                    | 3:53    |  |
| 7.  | "Macaco Prego"           |                                                    | 2:55    |  |
| 8.  | "In(Dig)Nação"           |                                                    | 1:02    |  |
| 9.  | "Homem Que Sabia Demais" |                                                    | 4:24    |  |
| 10. | "Raça"                   | Milton Nascimento e Fernando Brant                 | 2:37    |  |
| 11. | "Apresentação"           |                                                    | 0:25    |  |
| 12. | "Gentil Loucura"         |                                                    | 3:20    |  |
| 13. | "Amanhã"                 |                                                    | 4:16    |  |
| 14. | "Eterna Espera"          |                                                    | 5:04    |  |
| 15. | "Cadê o Penalty?"        |                                                    | 2:53    |  |
| 16. | "A Tela"                 |                                                    | 4:21    |  |
| 17. | "Shot in the Dark"       | Henry Mancini                                      | 1:36    |  |